# Fkih Ben Salah
 (décembre 2015).
Améliorez-le ou discutez des points à vérifier. 
Fkih Ben Salah  (en arabe Fqih Ben Salah, الفقيه بن صالح) est une ville du Maroc. Située dans la région de Béni Mellal-Khénifra, à 40 km de Béni Mellal, elle est le chef-lieu de la province de Fkih Ben Salah depuis 2009 et faisait auparavant partie de la province de Béni Mellal.
Cette ville ne cesse de grandir et de se développer aussi bien économiquement que socialement. Son économie se base sur les transferts des marocains résidant à l'étranger (notamment en Italie et en Espagne) et sur l'agriculture (olives, élevage, céréales…).

## Origine de la ville
Fkih Ben Salah portait le nom de Beni 'Amir avant d'être baptisé du nom d'un saint enterré dans la ville, le saint Ben Salah. La ville appartient au territoire des Beni 'Amir, une tribu arabe hilalienne et appartenant à la confédération tribale Tadla. La majorité de la population est composée de deux tribus : les Beni 'Amir et les Beni Moussa, une autre tribu arabe hilalienne.
Centre historique de la tribu Beni 'Amir, la ville fut à l'origine un simple marché hebdomadaire qui se tint tous les mercredis. Aujourd'hui la ville compte plus de 100 000 habitants. La ville n'a pas cessé de grandir depuis le départ massif des jeunes de cette région en Europe qui ont contribué au dynamisme de la ville, notamment grâce au boom immobilier qu'elle connaît depuis plusieurs années.
A la fin des années 1940, la construction du barrage de Bin-el-Ouidane (le plus important d'Afrique du Nord en ce temps) a permis la création d'un premier périmètre irrigué. Le chantier achevé, la Banque de Paris et des Pays-Bas a vendu des lots à des colons acceptant de tenter leur chance sur des terres qui jusque là étaient désertiques (moins de 200 millimètres d'eau). Les derniers lots (ceux du Nord), ne trouvant pas acquéreur, furent confiés à une poignée de gérants libres à partir de 1950. Ces derniers lots n'ont constaté la réhydratation du sol (l'eau était au départ à 18 mètres de profondeur) qu'en 1956, travaillant à perte jusque là. Les colons sont partis, inquiets pour leur sécurité peu, après le massacre de Oued-Zem (20 août 1955), de l'autre côté de la plaine désertique du Tadla. Le succès du périmètre irrigué autorise plusieurs vagues d'extension du périmètre irrigué et porte un développement foudroyant de l'économie locale.

## Démographie
D’après la direction régionale du plan Béni Mellal-Khénifra, la province de Fquih Ben Salah compte une population de 502 212 habitants dont 246 261 de sexe masculin. Ce qui représente 20 % de l’ensemble de population de la région. Avec un pourcentage de population jeune de 61,02 %.
Cette population connait un taux d'accroissement modéré.
Selon le Recensement Général de la Population et de l’Habitat de 2014, la ville a atteint un taux d’urbanisation de 40,91 %.

## Économie
Les activités agricoles et l’immigration sont les piliers de l’économie de cette région.
En effet, sa situation géographique privilégiée, son climat favorable, et ses ressources en eau souterraines assurent une production agricole diversifiée.
Les principales filières de production végétales sont la betterave, la multiplication de semences de céréales, l’olivier, les agrumes et le grenadier. Ces filières participent respectivement avec 25 %, 30 %, 8 %, 14 % et 40 % de la production nationale.
La ville est connue aussi par la production laitière. Deux grandes usines de la production du lait s’installent dans les périphéries de la ville : Centrale laitière avec une capacité de production de 1 050 000 litres par jour et Safilait 400 000 litres/jour.
Cependant, ces activités restent insuffisantes pour faire travailler la majorité de la population jeune. Par conséquent, les jeunes se dirigent vers l’Europe pour améliorer leurs situations économiques. 

## Culture
La ville connaît tout au long de l'année plusieurs évènements culturels ayant pour objectif de faire connaître la ville et son talent culturel et artistique comme le Festival de Fkih Ben Salah à la fin de chaque mois de mars,et n’oublions pas que Fkih Ben Salah est la capitale de la tribu arabe Bani Amir, tribu arabe descendant de Banu Hilal

## Personnes célèbres

### Jean Meunier
Né en 1927 à Paris. Ingénieur agronome de l'Institut de Grignon, il est approché à la fin de son service militaire par la Banque de Paris et de Pays-Bas, qui lui propose de prendre un lot libre du périmètre irrigué des Beni Amir. Jeune mari, il quitte le Maroc en 1956 après les massacres de Oued-Zem. Après avoir accidentellement participé à la préparation de l'installation de colons fuyant l'Algérie dans la plaine orientale de la Corse, il participe très activement à la diffusion des techniques agricoles qui conduit à la modernisation de l'agriculture française (I.T.C.F, 1957-1965). Ensuite, il entame une carrière de coopérant agricole qui le conduira dans de très nombreux pays au titre de la Coopération en qualité de chef de missions (Mali, Cuba, Algérie, Libye, Irak, Soudan, Syrie, Togo, Guinée Équatoriale, Cameroun, Malaisie, Birmanie, etc.). En Mauritanie, il met au point un système efficace et peu coûteux de stabilisation des dunes de sable qui lui vaut plusieurs médailles d'or de salons internationaux d'inventions (dont Genève, Pékin, Casablanca) et provoque la fermeture du centre de recherche de la FAO sur le sujet. Il décède en 2012 à Paris.

### Ruby Rubacuori
Karima el-Mahroug, dite Ruby Rubacuori, impliquée dans un scandale politique impliquant le président du Conseil italien Silvio Berlusconi. Elle est née le 11 novembre 1992 à Fkih Ben Salah.

## Sports et Musique
- Football
  - Ittihad Riadi Fkih Ben Salah
  - Atlas 05 Fkih Ben Salah

Ville d'origine du joueur marocain Mehdi Benatia, ancien défenseur central ayant notamment évolué à l'AS Rome, la Juventus Turin ou encore le Bayern Munich, et également ancien capitaine des Lions de l'Atlas.